# Острів Вільгельма
Острів Вільгельма (норв. Wilhelmøya) розташований на схід від о. Шпіцберген у Протоці Гінлопена. Площа складає 120 км². Острів був названий на честь Вільгельма I.

## Історія
Коли був виявлений Острів Вільгельма невідомо. Протока Гінлопена була відома раннім китобоям і поморам. У 1868 році відбулася перша німецька арктична експедиція під керівництвом Карла Колдевея. Область була картографічно записана і наведено ряд місцевих назв. У тому числі Острів Вільгельма отримав свою назву.

## Геологія
Складається в основному з горизонтальних відкладень юрського періоду. Приблизно третина площі острова покрито льодом.

## Природа
Острів бідний щодо рослинності. З 1973 р. Острів Вільгельма належить до Північно-Східного Свальбардського природного заповідника (норв. Nordaust-Svalbard naturreserva).

## Галерея

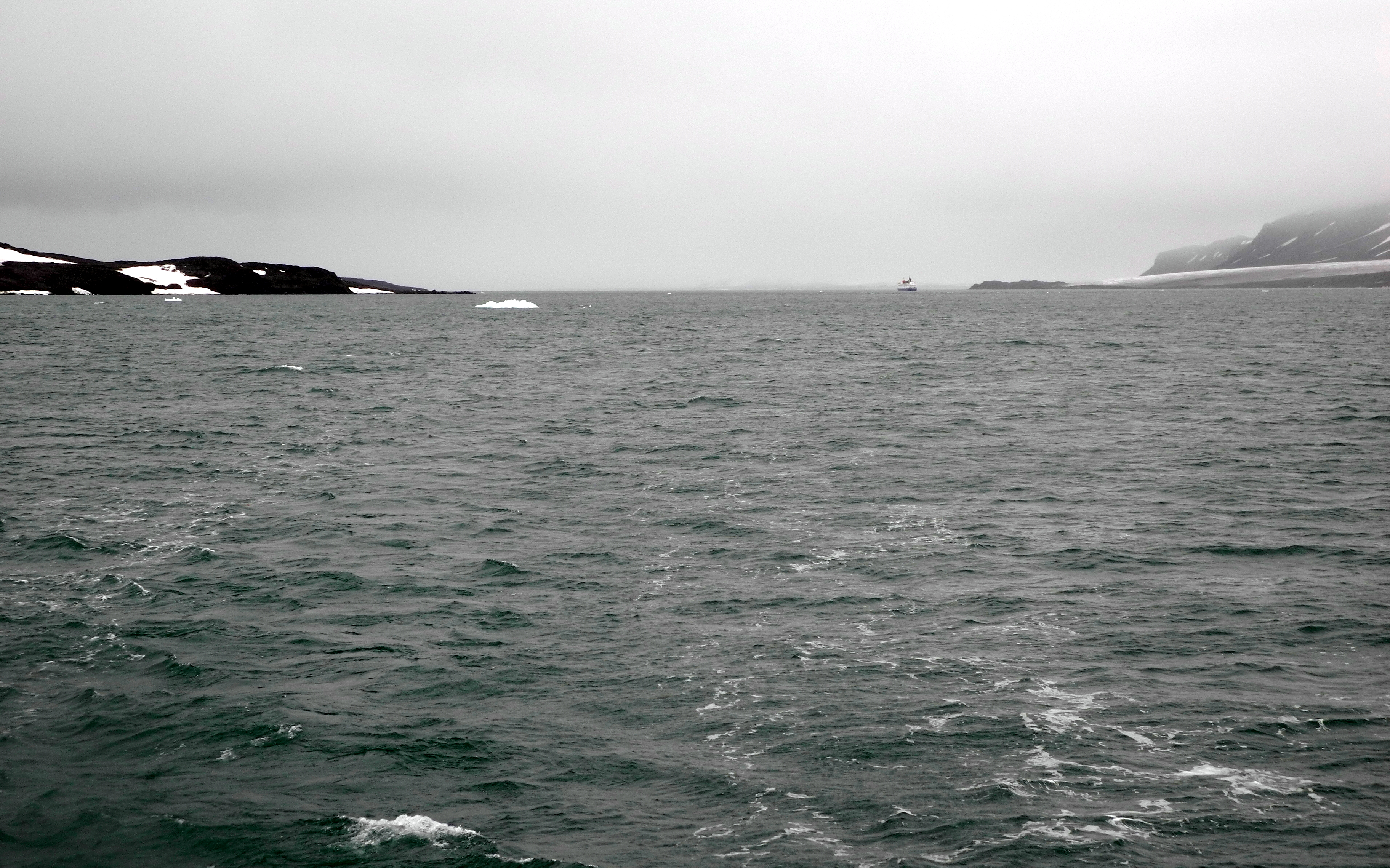
Острів Вільгельма праворуч (ліворуч — острів Шпіцберген)
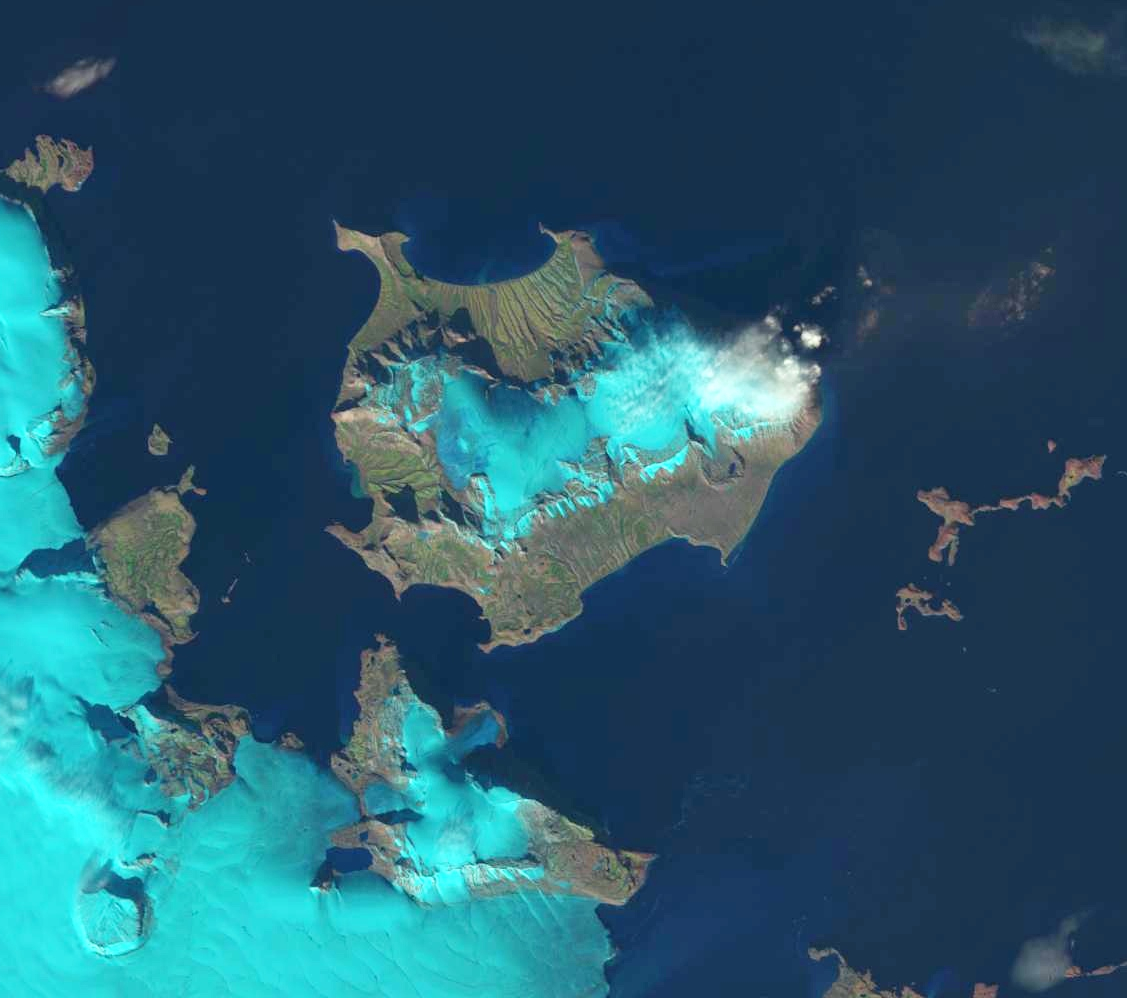
Супутникове зображенням 2013 р. (NASA, Landsat 8)